# 撓性板聯軸器驅動方式

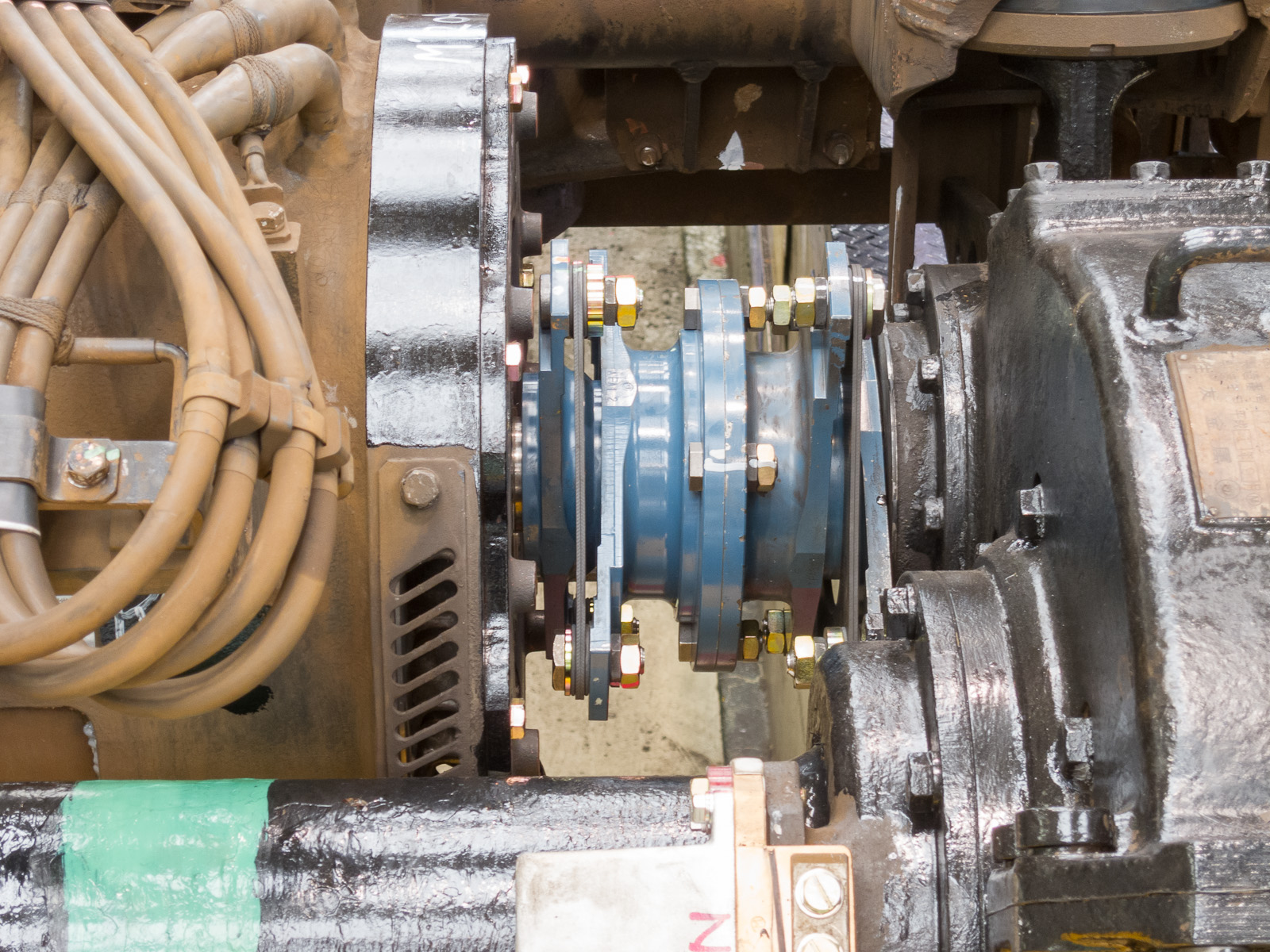
JR东日本205系5000番台电力动车组使用的挠性板联轴器驱动装置

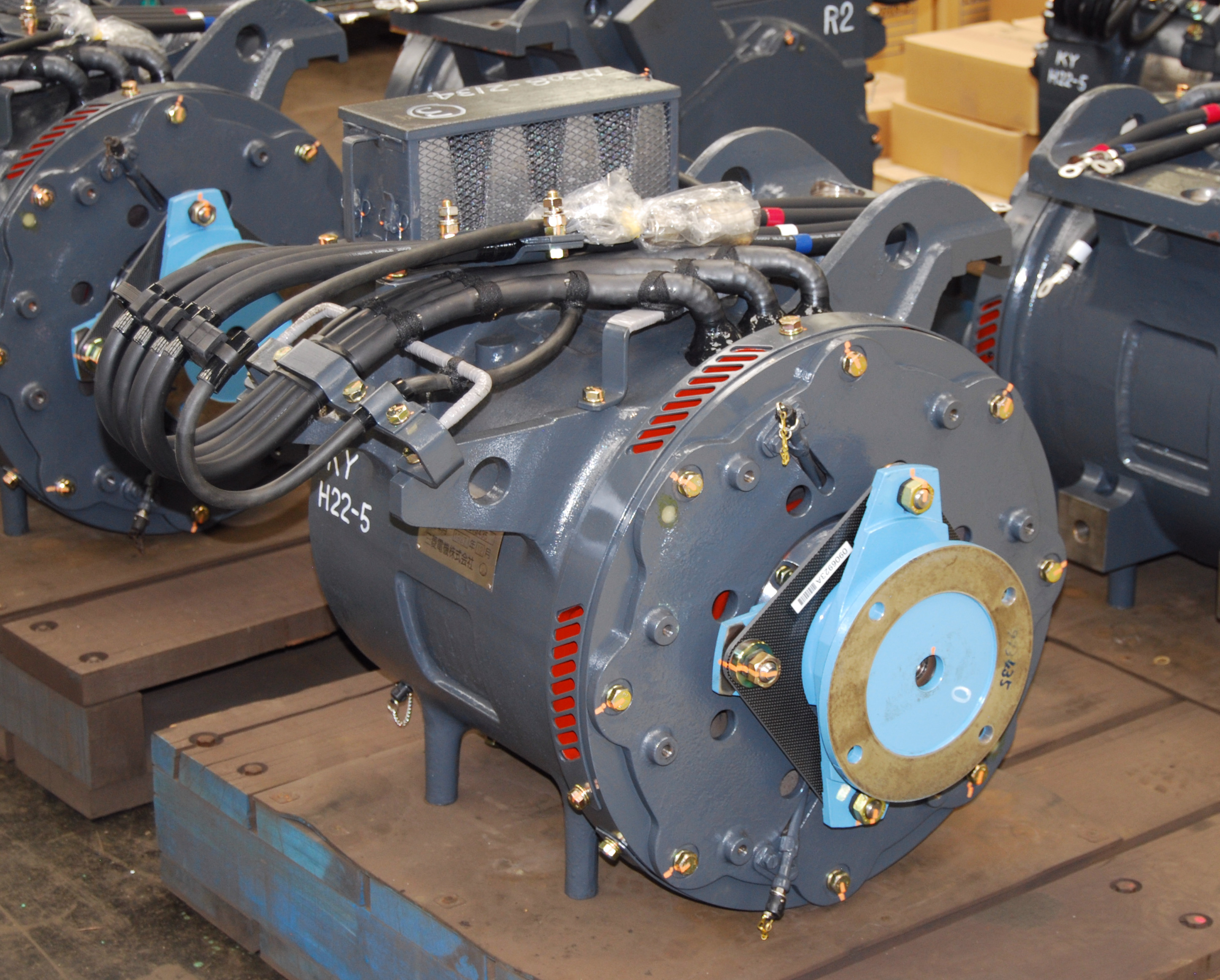
采用挠性板联轴器的牵引电动机，可见分解状态的挠性板联轴器及其中间法兰

挠性板联轴器驱动方式是铁路机车车辆使用的架悬式牵引传动装置类型之一。在这种传动系统中，与车轴平行布置的牵引电动机安装在转向架构架上，使牵引电动机的全部重量属于簧上重量，挠性板联轴器安装在电枢轴与小齿轮轴之间，并通过齿轮的啮合将扭矩传递到大齿轮，从而驱动轮对旋转。牵引电动机输出的扭矩通过电枢轴、挠性板联轴器、小齿轮、大齿轮传递至轮对。这种驱动方式由日本東洋電機製造于1969年成功研制，由于其典型结构的核心部件为两组金属挠性板，因而又得名为双挠性板驱动方式（Twin Disc drive），或简称TD驱动方式。

## 结构特点
挠性板联轴器由若干数量的方形框金属膜片以叠合方式构成，并在螺栓连接部位增加两片短直角形膜片，以增强局部强度。这种驱动方式通过金属弹性膜片来实现牵引电动机电枢轴与小齿轮轴之间的角向、轴向、径向变位补偿。牵引电动机电枢轴通过主动端法兰套上的两个螺栓与挠性板连接，挠性板通过另外两个螺栓连接中间法兰，再由中间法兰经两个螺栓连接另一组挠性板，该挠性板也通过两个螺栓连接被动端法兰套，将转矩传递到小齿轮轴。
与采用鼓形齿联轴器的WN驱动方式相比，TD驱动方式的结构更为简单，其主要优点是无需润滑及维护，而且没有齿轮联轴器运转时产生之噪音。然而，挠性板联轴器运转时金属膜片受力比较复杂，驱动力矩使金属膜片产生拉压应力，三向变位补偿产生弯曲应力和高频循环疲劳应力。因此，挠性板联轴器需要使用抗疲劳、耐锈蚀、高弹性的特殊金属材料来制作，对于金属材料加工工艺的技术水平要求较高，当今世界上具备铁路车辆用挠性板联轴器生产资质的企业为数不多，因此TD驱动方式的应用远不及WN驱动方式普遍。
由于弹性联轴器安装在牵引电动机与齿轮箱之间，需要占据两个车轮之间的部分轴向空间，这一特点与WN驱动方式相同。在过去以直流牵引电动机为主流的时代，日本的窄轨铁路车辆大多倾向使用电机空心轴驱动方式，以达到充分利用轮对内侧空间的目的，安装功率和尺寸更大的牵引电动机，而WN驱动方式和TD驱动方式早期主要被应用于标准轨距（1,435毫米）或马车轨距（1,372毫米）的私铁业者。1972年，TD驱动方式开始在批量生产的京王电铁6000系电力动车组及阪急电铁5300系电力动车组上采用。
从1980年代起，随着功率更大、体积更小的三相交流异步牵引电动机逐渐普及，轮对内侧的轴向空间已经不像采用直流电动机时那样紧迫，免维护的TD驱动方式才开始在日本各地的铁路公司逐渐普及。1989年，东洋电机制造成功研制了采用碳纤维增强复合材料（CFRP）的挠性板联轴器，同年面世的京阪电气铁道7000系电力动车组是第一款使用CFRP联轴器的车辆。CFRP联轴器具有重量轻、结构简单、耐久性强的优点，不同于金属挠性板的金属膜片叠合方式结构，CFRP挠性板采用一体化整块单片结构，有效降低弹性频率及提高疲劳许用应力极限，而且CFRP材料亦不需要像金属材料那样作表面防锈处理。为免挠性板受到铁路轨道上溅起碎石的飞击损坏，亦可在挠性板联轴器上增设安全外罩，既可以保护联轴器又可以减少噪音。

## 参看
- 轴悬式驱动方式
- 架悬式驱动方式
  - 布赫利驱动方式
  - 轮对空心轴驱动方式
  - 电机空心轴驱动方式
  - 鼓形齿联轴器驱动方式